# Jorrgus
Jorrgus – polski zespół muzyczny pochodzący z Białegostoku, grający muzykę disco polo i dance.

## Historia zespołu
Zespół został założony w 2008 przez Jerzego Szuja. Pod tym pseudonimem również kryje się współzałożyciel i były członek dawnej grupy Time.
W 2008 został nagrany debiutancki album Jorrgusa – Do re mi, na którym znalazły się najnowsze autorskie nagrania, a także utwory grupy Time w nowych aranżacjach.
Tworząc swoje nagrania zespół współpracował ze Sky Dee Joy, Crump'em oraz z DJ Sequencem.
29 października 2016 po ośmiu latach współpracy pożegnał się drugi wokalista grupy Rafał Udzielak.

## Dyskografia
Albumy
| Rok  | Album                                                    |
| ---- | -------------------------------------------------------- |
| 2008 | Do re mi - Data: 2008 - Wydawca: Green Star              |
| 2010 | Po królewsku - Data: 2010 - Wydawca: Green Star          |
| 2013 | Wasza muzyka - Data: 2013 - Wydawca: Jerzy Szuj Jorrgus  |
| 2016 | Niebezpieczna - Data: 30 maja 2016 - Wydawca: Green Star |

Single
| Rok  | Tytuł                                                     | Pozycja na liście | Certyfikat ZPAV    | Album         |
| Rok  | Tytuł                                                     | POL Dance         | Certyfikat ZPAV    | Album         |
| ---- | --------------------------------------------------------- | ----------------- | ------------------ | ------------- |
| 2015 | „Niebezpieczna”                                           | 31                | 3× platynowa płyta | Niebezpieczna |
| 2015 | „Ona ma coś w sobie”                                      |                   | złota płyta        | Niebezpieczna |
| 2015 | „Malowana lala”                                           |                   | 2× platynowa płyta | Niebezpieczna |
| 2016 | „Będziesz moja”                                           | 29                | 3× platynowa płyta | Niebezpieczna |
| 2016 | „Twój jeden szept”                                        |                   | 3× platynowa płyta |               |
| 2017 | „Piękna nieznajoma”                                       |                   | złota płyta        |               |
| 2017 | „Przy mnie na wieki”                                      |                   | platynowa płyta    |               |
| 2018 | „Oczy twe”                                                |                   | złota płyta        |               |
| 2018 | „Gdzie jesteś ty”                                         |                   | złota płyta        |               |
| 2019 | „Oddam ci serce”                                          |                   | 2× platynowa płyta |               |
| 2019 | „A Ty mnie kochaj”                                        |                   | złota płyta        |               |
| 2020 | „Jak mam zapomnieć”                                       |                   | złota płyta        |               |
| 2020 | „To zmieni się” (oraz: Top Girls, Boys, BajorekD, Extazy) |                   | złota płyta        |               |

## Nagrody i wyróżnienia
- Nagroda Specjalna od sponsora firmy Mlekovita na XXI Ogólnopolskim Festiwalu Muzyki Tanecznej Ostróda 2016
- Nagroda Specjalna Firmy Fonograficznej Green Star na XX Ogólnopolskim Festiwalu Muzyki Tanecznej Ostróda 2015
- Najlepszy teledysk roku 2011 wybrany przez telewizje 4fun tv
- Teledysk roku 2011 TV Disco "Lód i ogień"
- Nagrodę specjalna programu „Disco Polo Live” telewizji Polo TV na XVI Ogólnopolskim Festiwalu Muzyki Tanecznej Ostróda 2011
- Nagrodę specjalna programu „Disco Polo Live” telewizji ITV na XIV Ogólnopolskim Festiwalu Muzyki Tanecznej Ostróda 2009
- Nagroda Specjalna Firmy Fonograficznej Green Star na XIII Ogólnopolskim Festiwalu Muzyki Tanecznej Ostróda 2008
- I Nagroda w plebiscycie „Przebój lata 2008” za piosenkę „Do re mi” zorganizowanego przez Radio IRN Warszawa
- Nagroda Roku 2002 na VII Ogólnopolskim Festiwalu Disco Polo i Dance Ostróda 2002;